# Pioneer Balloon
Pioneer Balloon est un jeu vidéo du type shoot 'em up, créé par SNK et sorti sur borne d'arcade en mars 1982 (sur le système Rock-Ola),.